# نشاط (روزنامه)
روزنامه نشاط روزنامه‌ای نزدیک به جریان اصلاح‌طلب ایران بود که در سال ۱۳۷۷ و پس از توقیف روزنامه‌های جامعه و توس به مدیریت لطیف صفری و سردبیری ماشاالله شمس‌الواعظین منتشر گردید و پس از چندی توقیف و مدیر روزنامه بازداشت شد.
علت توقیف آن زیر سؤال بردن اصول اسلام و انتقاد از رهبر ایران (علی خامنه‌ای)، از طریق چاپ مقالات ذکر شده بود.
این روزنامه با حکم دیوان عالی کشور در سال ۱۳۸۳ رفع توقیف شد و مدیران آن خبر از چاپ مجدد آن دادند که میسر نشد.
روزنامه نشاط در تاریخ ۳۰ دی ۱۳۸۹ مجدداً رفع توقیف شد.
در تاریخ ۳۰ مرداد ۱۳۹۰، لطیف صفری، صاحب امتیاز روزنامه اعلام کرد: اگر مشکلات مالی حل شود به زودی روزنامه نشاط منتشر خواهد شد.
انتشار مجدد این روزنامه از اوایل آبان ۱۳۹۲ قرار بود که آغاز شود.
با وجودی که تحریریه این روزنامه از شهریور ماه ۱۳۹۲ فعالیتش را برای انتشار مستمر آغاز کرده بود و یک پیش‌شماره هم بدون توزیع منتشر کرده بود. اما در حالی‌ که آبان‌ماه بسیاری منتظر بازگشت «نشاط» به دکه‌ها بودند مدیران این روزنامه، انتشار آن را به تاریخ‌ دیگری موکول کردند که بعد از آن مشخص شد مراجع قضایی در حالی که مدیرکل مطبوعات داخلی وزارت فرهنگ و ارشاد اسلامی انتشار «نشاط» را بدون مانع دانسته بود اجازه انتشار این روزنامه را صادر نکردند و این‌گونه شد که سرنوشت روزنام «نشاط» در هاله‌ای از ابهام قرار گرفت.